# Allouez (Wisconsin)
Allouez – wieś w Stanach Zjednoczonych, w stanie Wisconsin, w hrabstwie Brown.